# ليوكوبوغون ميكروفيلوس
ليوكوبوغون ميكروفيلوس (بالإنجليزية: Leucopogon microphyllus) هو نوع من النباتات المزهرة يتبع جنس ليوكوبوغون ضمن فصيلة الخَشْنِيَّة (Ericaceae). وهو نبات شجيري صغير موطنه أستراليا الشرقية.

## الوصف النباتي
يُعد هذا النوع شجيرة صغيرة ذات أوراق دقيقة وضيقة، وتُنتج أزهارًا أنبوبية الشكل بيضاء اللون تظهر غالبًا في مجموعات صغيرة عند أطراف الأغصان. يشير اسم النوع *microphyllus* إلى "الأوراق الصغيرة"، وهي سمة مميزة لهذا النبات.

## الموطن والانتشار
ينمو Leucopogon microphyllus في مناطق الغابات والمستنقعات الرملية، خاصة في ولايتي نيو ساوث ويلز وكوينزلاند شرق أستراليا.

## التصنيف
قُسِّم هذا النوع سابقًا إلى تحت نوعين (subspecies):
- Leucopogon microphyllus subsp. microphyllus
- Leucopogon microphyllus subsp. pilosus

## الأهمية البيئية
يلعب النبات دورًا في النظام البيئي المحلي من خلال توفير الغطاء الأرضي والغذاء للحشرات الملقحة، كما يساهم في استقرار التربة في الموائل الرملية.